# Tamara Seda
Tamara Seda (Maputo, 18 de junio de 1994) es una jugadora de baloncesto de Mozambique, que juega en la Liga Femenina española.

## Biografía
Tamara Adelaide Jose Camacho Seda, nació en Maputo, Mozambique en 1994. Desarrolló su carrera en Estados Unidos, en la Universidad de Texas y El Paso (UTEP), entre 2015 y 2018.  
Comenzó jugando a voleibol y no es hasta los 17 años cuando se decide a jugar al baloncesto, en un programa del Seward County Community College (Kansas).
Ahí fue fichada por Quesos El Pastor en el verano de 2018, y llegó a la Liga española. En este equipo coincidió con otra componente de Araski, Laura Quevedo.
Juega en la posición de pivot, ya que es de gran envergadura (1,94 m.).
Es además internacional absoluta de Mozambique donde ha coincidido también con la exjugadora de los clubs CD Zamarat y Araski AES Leia Dogue. Con esa selección promedió 9.3 puntos y 8.6 rebotes en el pasado Afrobasket de 2017.

## Clubes
- 2018/2019 Club Deportivo Zamarat (Zamora).[6][7]
- 2019/2022 Araski AES (Vitoria).[3]
- 2022/2023 Hozono Global Jairis (Murcia).
- 2023/2024 Araski AES (Vitoria).[8]

### Campeonatos nacionales
En 2017 obtuvo una media de 9’2 puntos y 8’6 rebotes por partido con Mozambique en el FIBA Women’s Afrobasket, obteniendo la cuarta posición en el campeonato, y consiguiendo así el pase directo al Afrobasket 2019, que se ha disputado del 9 al 18 de agosto en Dakar, Senegal. También fue el primer paso para la calificación de FIBA África para el torneo de baloncesto femenino en los Juegos Olímpicos de verano 2020 en Tokio, Japón. Los seis mejores equipos se clasificaron para el torneo africano de precalificación. Destacó en rebotes también. 